# 3 км (Башкортостан)
3 км — упразднённое поселение (тип: железнодорожная будка) в Малиновском сельсовете Белебеевского района Башкортостана Российской Федерации. Вошло в 2005 году в состав деревни Брик-Алга.

## Географическое положение
Расстояние до (Башкирская АССР 1972, С.65; Башкирская АССР 1981, С. 73):
- районного центра (Белебей): 10 км,
- центра сельсовета (Малиновка): 3 км,
- ближайшей ж/д. станции (Аксаково): 2 км.

## История
Закон «О внесении изменений в административно-территориальное устройство Республики Башкортостан в связи с образованием, объединением, упразднением и изменением статуса населенных пунктов, переносом административных центров» от 20 июля 2005 года N 211-з постановил:
2. Объединить следующие населенные пункты с сохранением наименований:
3) в Белебеевском районе:
г) поселение железнодорожная будка 3 км и деревню Брик-Алга Малиновского сельсовета, установив объединённому населённому пункту тип поселения — деревня, с сохранением наименования «Брик-Алга»

## Население
На 1 июля 1972 года, 1 сентября 1981 года преобладающая национальность — русские (Башкирская АССР 1972, С.65; Башкирская АССР 1981, С. 73).
На 2002 год постоянного населения не имела. Будка 3 км имела почтовый индекс: 452100, код ОКАТО — 80 209 819 004.

## Инфраструктура
Путевое хозяйство.

## Транспорт
Железнодорожный транспорт.